# 岡谷市民病院
岡谷市民病院（おかやしみんびょういん）は長野県岡谷市にある医療機関。岡谷市病院事業の設置等に関する条例（昭和41年12月26日条例第39号）に基づき岡谷市が運営する病院である。

## 沿革
- 1910年（明治43年）5月22日 - 組合立平野製糸共同病院を開設する。
- 1937年（昭和12年）4月1日 - 岡谷市に移管され、市立岡谷病院となる。
- 1945年（昭和20年）5月1日 - 岡谷日本大学病院となる。
- 1947年（昭和22年）6月1日 - 市立岡谷病院となる。
- 2006年（平成18年）4月1日 - 健康保険岡谷塩嶺病院と経営統合し、岡谷市病院事業の一つとなる。
- 2010年（平成22年）4月1日 - 健康保険岡谷塩嶺病院との施設集約を開始。
- 2015年（平成27年）10月 - 隣接地の新病院に移転。健康保険岡谷塩嶺病院と統合し、岡谷市民病院となる。

## 診療科目
- 内科
- 心療内科
- 精神科
- 神経内科
- 呼吸器内科
- 消化器内科
- 循環器内科
- 糖尿病・内分泌代謝内科
- リウマチ科
- 小児科
- 外科
- 心臓血管外科
- 小児外科
- 整形外科
- 消化器外科
- 乳腺外科
- 産婦人科
- 皮膚科
- 泌尿器科
- 耳鼻咽喉科
- 眼科
- リハビリテーション科
- 病理診断科
- 麻酔科
- 緩和ケア内科
- 歯科口腔外科

## 医療機関の指定等
- 保険医療機関
- 労災保険指定医療機関
- 生活保護法指定医療機関
- 指定養育医療機関
- 原子爆弾被害者医療指定医療機関
- 臨床研修指定病院
- 第二種感染症指定医療機関

## 病院のエントランス
- 2015年岡谷市民病院のエントランスに地元出身の童画家武井武雄の絵本「Leoの魔法」をモチーフに地域ゆかりの作家コラボレーションによって立体壁画オブジェが制作された[1]。
  - 主催・岡谷市民病院事業（イルフ童画館・市立岡谷美術考古館提携事業）
- 参加作家
  - 小平陽子（グラフィックデザイナー・イラストレーター）
  - 中村哲也（美術家）
  - 向山伊保江（七宝焼作家）
  - 山上渡（美術家）
  - 岡谷絹工房
  - SITE株式会社

## 交通
- 東日本旅客鉄道中央本線岡谷駅より徒歩15分。
- 長野自動車道岡谷ICより車で10分。